# Lenina (rejon miński)
Lenina (biał. Леніна; ros. Ленино, Lenino) – osiedle na Białorusi, w obwodzie mińskim, w rejonie mińskim, w sielsowiecie Łoszany.
Dawniej dwie wsie o nazwach Frołowa i Weres.